# Maputo
Maputo es la capital y ciudad más grande de Mozambique, así como el principal centro financiero, empresarial y comercial del país.
Está situada en la orilla occidental de la bahía de Maputo, en el extremo sur del país, cerca de la frontera con Sudáfrica y Suazilandia. Hasta el 13 de marzo de 1976 la ciudad fue llamada Lourenço Marques en honor al explorador portugués del mismo nombre.
El municipio tiene un área de 346,77 km² y una población de 1 080 277 habitantes (censo de 2017). Su área metropolitana, que incluye el municipio de Matola, tiene una población de 1 766 823 habitantes según el censo de 2007.
La ciudad cuenta con los servicios del Aeropuerto Internacional de Maputo, el mayor del país.
Su economía gira en torno a su puerto, el algodón, el azúcar, la cromita, la sal, la copra y la madera son las principales exportaciones. En la ciudad también se manufacturan cemento, cerámica, muebles, calzado y caucho.

## Historia

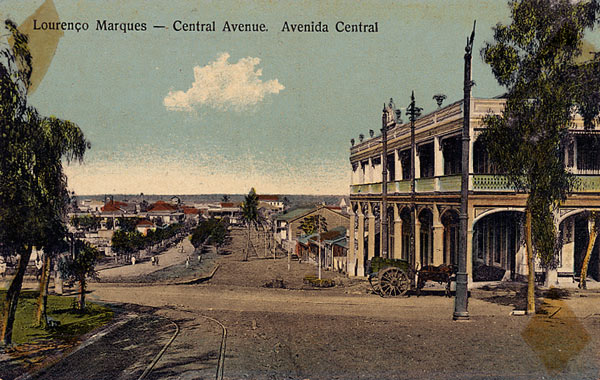
Avenida central de Maputo, cuando aún se llamaba Lourenço Marques, a principios del.

Fundada al final del siglo XVIII, la ciudad recibió el nombre de Lourenço Marques por el comerciante portugués que exploró la bahía en 1544. En 1895, la construcción de un ferrocarril a Pretoria, en Sudáfrica, hizo aumentar la población. En 1907, la ciudad se convirtió en la capital del África Oriental portuguesa, lo que posteriormente sería Mozambique. Maputo es una ciudad planificada, con manzanas de casas rectangulares y amplias avenidas, conteniendo rasgos de arquitectura portuguesa de los años 1970. Un gran número de portugueses de la metrópolis abandonaron la ciudad al final de la guerra de Independencia de Mozambique en 1975, lo que provocó una falta de mano de obra cualificada y capital.
La ciudad cambió su nombre a Maputo después de la independencia, la decisión fue anunciada por el presidente Samora Machel en un mitin al 3 de febrero de 1976. y formalizada el 13 de marzo. El nombre proviene del río Maputo, que marca el límite sur del país y que, durante la guerra de Independencia de Mozambique, adquirido resonancia a través del lema "Viva Moçambique unido do Rovuma ao Maputo" (el Rovuma es el río que forma la frontera norte con Tanzania). Con la independencia, la ciudad experimentó una afluencia masiva de población debido a la guerra civil en el país (1976-1992) y la falta de infraestructura en las zonas rurales. El crecimiento natural de la población también haría que la ciudad se transformarse mucho en los años 1980 y 1990.
Más allá de estas dos designaciones, la ciudad y su área también se conoce con otros nombres, tales como Bay Lagoon, Xilunguíne o Chilunguíne (donde se habla portugués), Mafumo, Camfumo o Campfumo (clan de M'pfumo, el reino más importante que existió en esta región), Delagoa y Delagoa Bay, esta designación está más conocido a nivel internacional por lo menos hasta los primeros años del z siglo XX.
Entre 1980 y 1988 Maputo junto a la ciudad de Matola, formaron el Gran Maputo, con una superficie de 633 km². Desde 2010, el municipio fue nombrado KaM'pfumo, para conmemorar el nombre histórico.

### Situación actual
La posterior Guerra Civil y la mala administración contribuyeron a que quedara en un estado descuidado tras la declaración de paz. Sin embargo, la ciudad nunca fue dañada durante ambas contiendas ya que fue considerada neutral. La recuperación fue muy lenta debido a la falta de inversiones. En muchas ocasiones se ha preferido construir nuevos edificios para la nueva clase media en lugar de recuperar las edificaciones antiguas, y muchos de los servicios de la ciudad siguen siendo precarios. Desde el acuerdo de paz que puso fin a la guerra civil (1992), el país y la ciudad han vuelto a los niveles de estabilidad política anteriores a la independencia. En 1996, se lanzó el Corredor de Maputo, ampliando los vínculos económicos de Maputo con Gauteng, Limpopo, y Mpumalanga provincias de Sudáfrica. En 1997, la ciudad tenía una población de 966.837. En el año 2000, la ciudad ya contaba con 1,096,00 residentes, destacando durante este año una inundación masiva que afectó a miles de personas. En julio de 2000, Maputo acogió la cumbre de la Comunidad de Países de Lengua Portuguesa. Para el año 2021, el Puerto de Maputo se ha recuperado y puede manejar múltiples barcos simultáneamente. La economía de Maputo hoy se centra en el puerto, con otras industrias que incluyen cervecería, construcción naval y reparación, enlatado de pescado, herrería , y cemento y fabricación textil.

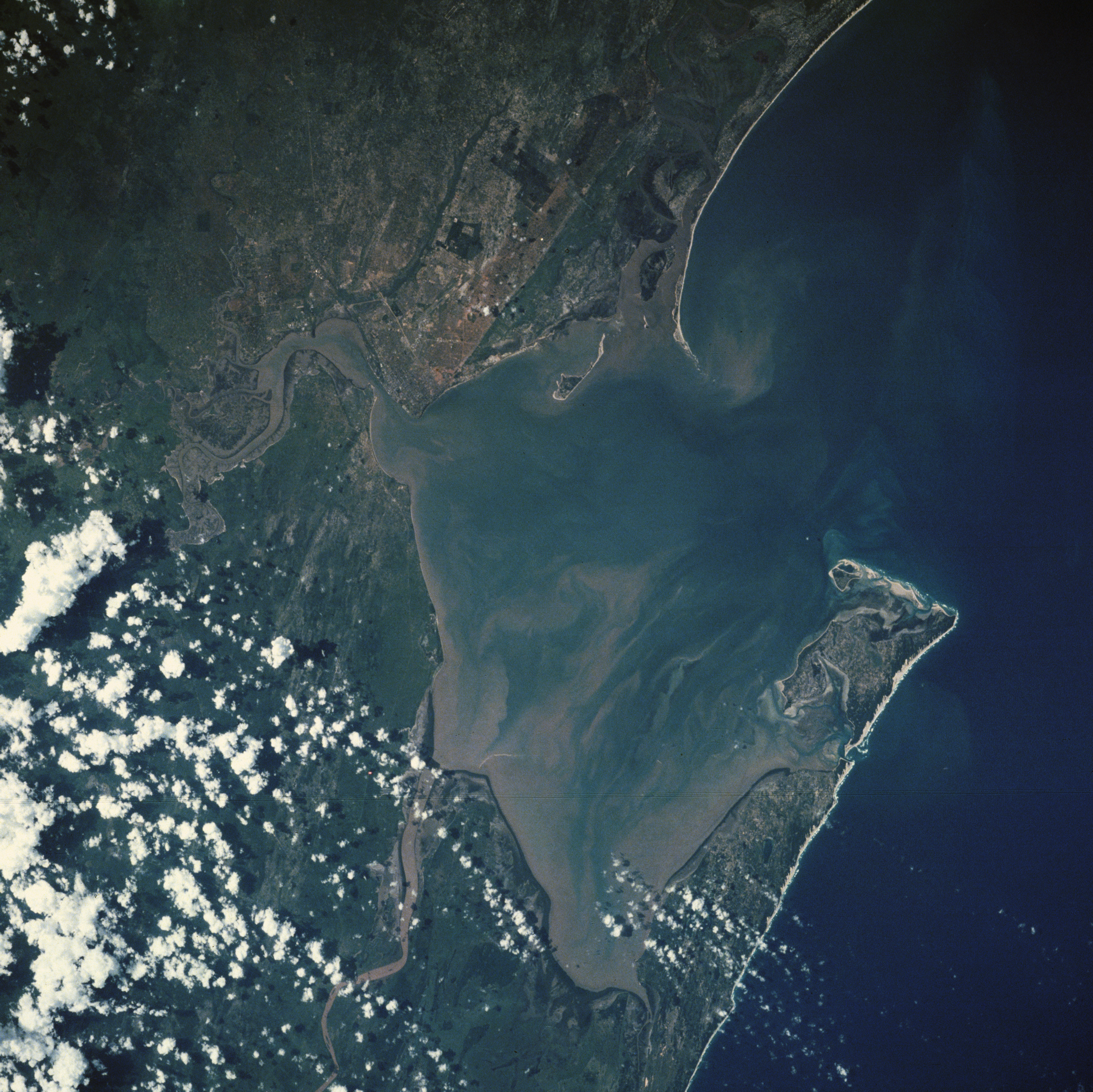
Fotografía satelital de la bahía.

La ciudad es sede de la Universidad Eduardo Mondlane, fundada en 1962 como la primera universidad del país, contando además con un campus de la Universidad Pedagógica, que también tiene sedes en otras ciudades del país. También destaca la presencia del Museo de Historia Natural de Mozambique, la Biblioteca Nacional de Mozambique, el museo militar y la catedral católica de Nuestra Señora de Fátima.

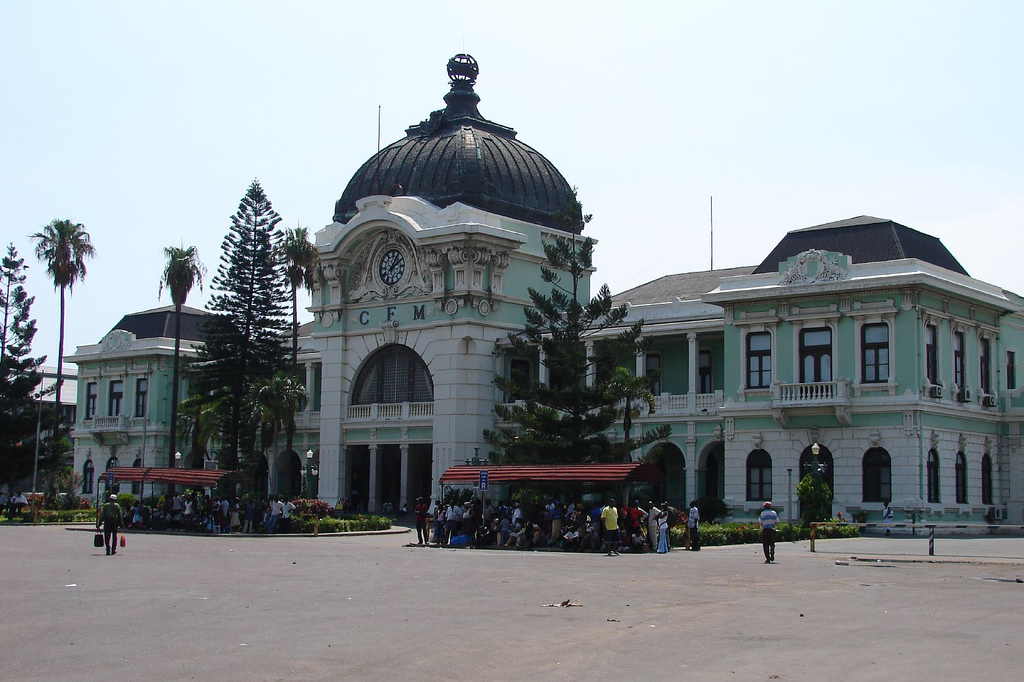
Estación ferroviaria.

## Geografía

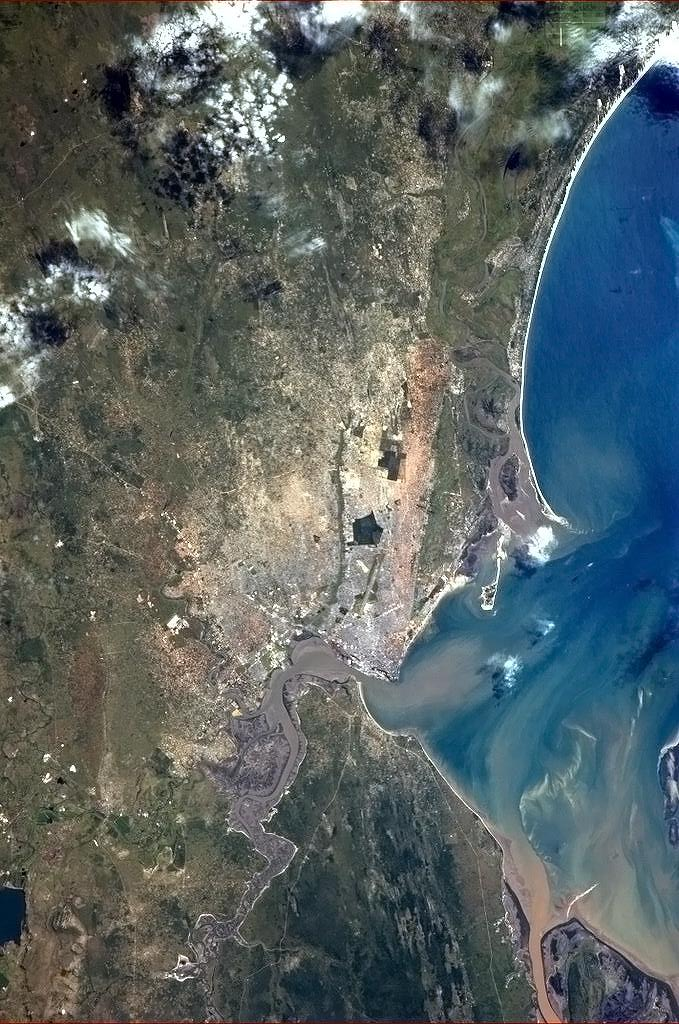
Maputo visto desde la Estación Espacial Internacional.

La ciudad de Maputo está localizada en el sur de Mozambique, al oeste de la bahía de Maputo, en el estuario de Espíritu Santo donde desembocan los ríos Tembe, Umbeluzi, Matola e Infulene. Está situada a una altitud media de 47 metros.
El municipio posee un área de 346,77 km², limita al norte con el distrito de Marracuene, al noroeste con el municipio de Matola, al oeste con el distrito de Boane y al sur con el distrito de Matutuíne, todos pertenecientes a la provincia de Maputo. La ciudad está situada a 120 km de la frontera con Sudáfrica y a 80 km de la frontera con Suazilandia, cerca de la ciudad de Namaacha.

### Climatología
Maputo posee un clima tropical de sabana (Aw en la clasificación climática de Köppen) que bordea un clima semiárido cálido (BSh en la clasificación climática de Köppen). El período más caluroso del año comprende de noviembre a marzo y el más frío de abril a octubre. La época con más precipitaciones se da en los meses de verano, entre noviembre y marzo.
La humedad relativa media es del 78,5%, con pocos cambios durante el año. Los meses de mayor humedad son febrero y marzo, con 81 y 80,5% respectivamente, y los meses con la humedad más baja son junio y julio, con 75 y 76% respectivamente.
| Parámetros climáticos promedio de Maputo        | Parámetros climáticos promedio de Maputo | Parámetros climáticos promedio de Maputo | Parámetros climáticos promedio de Maputo | Parámetros climáticos promedio de Maputo | Parámetros climáticos promedio de Maputo | Parámetros climáticos promedio de Maputo | Parámetros climáticos promedio de Maputo | Parámetros climáticos promedio de Maputo | Parámetros climáticos promedio de Maputo | Parámetros climáticos promedio de Maputo | Parámetros climáticos promedio de Maputo | Parámetros climáticos promedio de Maputo | Parámetros climáticos promedio de Maputo |
| Mes                                             | Ene.                                     | Feb.                                     | Mar.                                     | Abr.                                     | May.                                     | Jun.                                     | Jul.                                     | Ago.                                     | Sep.                                     | Oct.                                     | Nov.                                     | Dic.                                     | Anual                                    |
| ----------------------------------------------- | ---------------------------------------- | ---------------------------------------- | ---------------------------------------- | ---------------------------------------- | ---------------------------------------- | ---------------------------------------- | ---------------------------------------- | ---------------------------------------- | ---------------------------------------- | ---------------------------------------- | ---------------------------------------- | ---------------------------------------- | ---------------------------------------- |
| Temp. máx. abs. (°C)                            | 43                                       | 39                                       | 40                                       | 39                                       | 38                                       | 34                                       | 36                                       | 39                                       | 46                                       | 45                                       | 44                                       | 44                                       | 46                                       |
| Temp. máx. media (°C)                           | 29.9                                     | 29.6                                     | 29.3                                     | 27.8                                     | 26.4                                     | 24.6                                     | 24.4                                     | 25.3                                     | 26.1                                     | 26.5                                     | 27.4                                     | 29.1                                     | 27.2                                     |
| Temp. media (°C)                                | 26.3                                     | 26.2                                     | 25.6                                     | 23.5                                     | 21.4                                     | 18.9                                     | 18.8                                     | 20.0                                     | 21.5                                     | 22.4                                     | 23.8                                     | 25.5                                     | 22.8                                     |
| Temp. mín. media (°C)                           | 22.3                                     | 22.3                                     | 21.5                                     | 19.4                                     | 16.8                                     | 14.4                                     | 14.2                                     | 15.4                                     | 17.2                                     | 18.3                                     | 19.7                                     | 21.4                                     | 18.6                                     |
| Temp. mín. abs. (°C)                            | 16                                       | 17                                       | 16                                       | 11                                       | 8                                        | 4                                        | 1                                        | 7                                        | 9                                        | 12                                       | 11                                       | 15                                       | 1                                        |
| Precipitación total (mm)                        | 171.1                                    | 130.5                                    | 105.6                                    | 56.5                                     | 31.9                                     | 17.6                                     | 19.6                                     | 15.0                                     | 44.4                                     | 54.7                                     | 81.7                                     | 85.0                                     | 813.6                                    |
| Días de precipitaciones (≥ )                    | 8.1                                      | 7.6                                      | 7.0                                      | 4.4                                      | 2.8                                      | 2.4                                      | 1.8                                      | 2.2                                      | 3.2                                      | 5.5                                      | 7.9                                      | 7.5                                      | 60.4                                     |
| Horas de sol                                    | 248                                      | 226                                      | 248                                      | 240                                      | 248                                      | 240                                      | 248                                      | 248                                      | 248                                      | 217                                      | 210                                      | 217                                      | 2838                                     |
| Humedad relativa (%)                            | 76                                       | 76                                       | 77                                       | 76                                       | 74                                       | 73                                       | 72                                       | 71                                       | 73                                       | 75                                       | 75                                       | 74                                       | 74.3                                     |
| Fuente n.º 1: World Meteorological Organization |                                          |                                          |                                          |                                          |                                          |                                          |                                          |                                          |                                          |                                          |                                          |                                          |                                          |
| Fuente n.º 2: BBC Weather                       |                                          |                                          |                                          |                                          |                                          |                                          |                                          |                                          |                                          |                                          |                                          |                                          |                                          |

## Economía

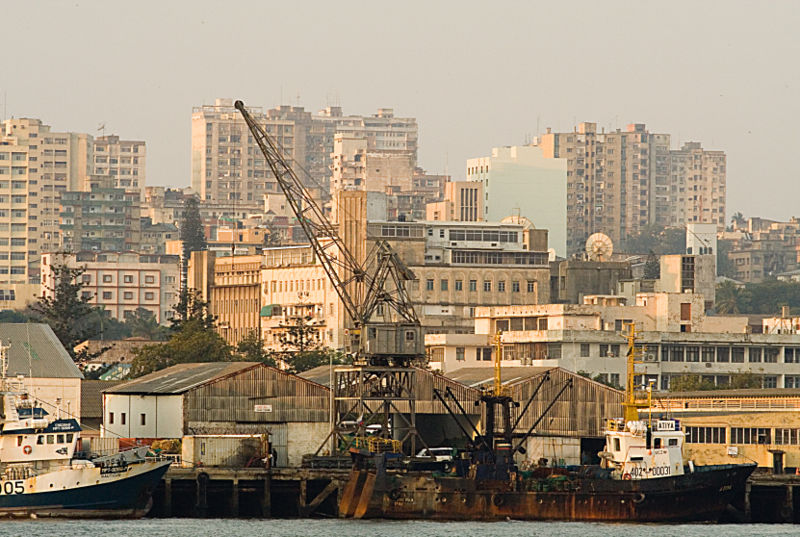
Puerto de Maputo.

Situada en la costa del océano Índico, su economía se fundamenta en su moderno puerto. La ciudad exporta sobre todo carbón, algodón, azúcar, cromo, sisal, copra y maderas nobles. Maputo es también un importante centro industrial, destacando la industria del cemento, cerámica, mueble, calzado y caucho. Existe también una gran planta de fundición de aluminio.
La ciudad cuenta con una importante infraestructura comercial, por lo cual constituye un centro neurálgico aéreo, terrestre y marítimo, tanto a escala nacional como internacional. Cuenta con un puerto de aguas profundas y un Aeropuerto Internacional.

## Demografía
De acuerdo a los datos del censo de 2007, la ciudad tenía una población de 1 094 315 habitantes, un crecimiento de 13,2% en relación con el censo anterior realizado en 1997, donde se contabilizaron 966 837 habitantes. Este crecimiento poblacional equivale a 1,2% al año, la mitad de la media nacional de 2,4%. Según el INE (Instituto Nacional de Estadística), este crecimiento poblacional bajo en Maputo es el resultado de la migración hacia la provincia de Maputo, principalmente para las zonas de expansión habitacional en los distritos de Boane, Marracuene y la ciudad de Matola. El INE también informó que entre 2006 y 2007, la ciudad de Maputo recibió 26 038 personas procedentes de otras provincias, por otro lado 39 614 migraron hacia la provincia de Maputo. A inicios de 2013 la población estimada del municipio era de 1 209 993 habitantes.
El censo también mostró una caída en la tasa de natalidad (35,5 nacimientos por cada mil habitantes en 1997 a 27,6 en 2007) y la tasa de fertilidad (4,2 hijos por mujer en 1997 a 2,9 en 2007).
En relación con la tasa de analfabetismo, la ciudad de Maputo registró una reducción, de 15% en 1997 a 9,8% en 2007. Sin embargo, sigue habiendo una disparidad entre los sexos: el 4,4% de los hombres declararon que no sabían leer ni escribir, frente el 14,8% de mujeres.
También hubo mejoras en las condiciones de vida, en 1997 el 38% de los hogares tenían electricidad, en 2007 esta cifra aumentó a 63%. Con respecto al agua corriente, el crecimiento fue del 49% en 1997 al 55% en 2007.
Indicadores Básicos del censo de 2007
- Densidad demográfica: 3648 hab./km² (considerando un área de 300 km²)
- Población masculina: 48,7%
- Población femenina: 51,3%
- Índice de masculinidad (hombres por cada 100 mujeres): 94,8
- Población de 0-14 años: 36,1%
- Población de 15-59 años: 60,3%
- Población con más de 60 años: 3,6%
- Tasa de crecimiento poblacional:  1,2%
- Tasa bruta de natalidad (por cada mil): 27,6  (35,5 en 1997)
- Tasa bruta de mortalidad (por cada mil): 10,5
- Mortalidad infantil (por cada mil): 72,3
- Tasa global de fecundidad (hijos/mujer): 2,9  (4,2 en 1997)
- Esperanza de vida, total: 55,0 años
  - Esperanza de vida, hombres: 52,1 años
  - Esperanza de vida, mujeres: 57,9 años

- Tasa de analfabetismo, total: 9,8% (15% en 1997)
  - Tasa de analfabetismo, hombres: 4,4%
  - Tasa de analfabetismo, mujeres: 14,8%

- Promedio de personas por familia:  4,9
- Hogares con electricidad: 63,0%
- Hogares con agua potable: 55,1%
  - Dentro de casa: 16,0%
  - Fuera de casa: 39,1%

## Cultura
Maputo es un crisol de culturas con una fuerte influencia sudafricana. Las culturas dominantes son la portuguesa y la bantú, pero existen influencias de la cultura árabe, india o china. La cocina es muy elaborada, con una herencia importante de la cocina musulmana y portuguesa, y en la que el marisco es muy abundante.
La Associação Núcleo de Arte es un importante centro cultural y de encuentro de artistas en Maputo, siendo el colectivo de artistas más antiguo de Mozambique. El Núcleo se encuentra en el centro de la ciudad y durante décadas ha jugado un importante rol en la vida cultural del área metropolitana. Más de un centenar de pintores, escultores y ceramistas son miembros del Núcleo, que realiza exhibiciones periódicas regulares e intercambios con artistas extranjeros. El Núcleo se ha hecho famoso por sus proyectos de transformación de armas en herramientas y objetos artísticos. Además jugó un papel importante en la reconciliación después de la Guerra Civil sufrida por el país. En todo el mundo, como en el Museo Británico en 2006, se han podido ver este tipo de objetos de arte, como la Silla del rey africano y el Árbol de la vida.
Maputo es sede del Festival de Cine documental Dockanema, y se realizan exhibiciones de festivales internacionales de documentales de todo el mundo.

### Educación
Al igual que en el resto del país, el gobierno central, representado por la Dirección Provincial de Educación de Maputo, es responsable de la gestión del sector de la educación. En el contexto de desarrollo de capacidades de las autoridades locales, el gobierno local se prepara para asumir la responsabilidad de la gestión de la enseñanza (excepto a nivel superior).

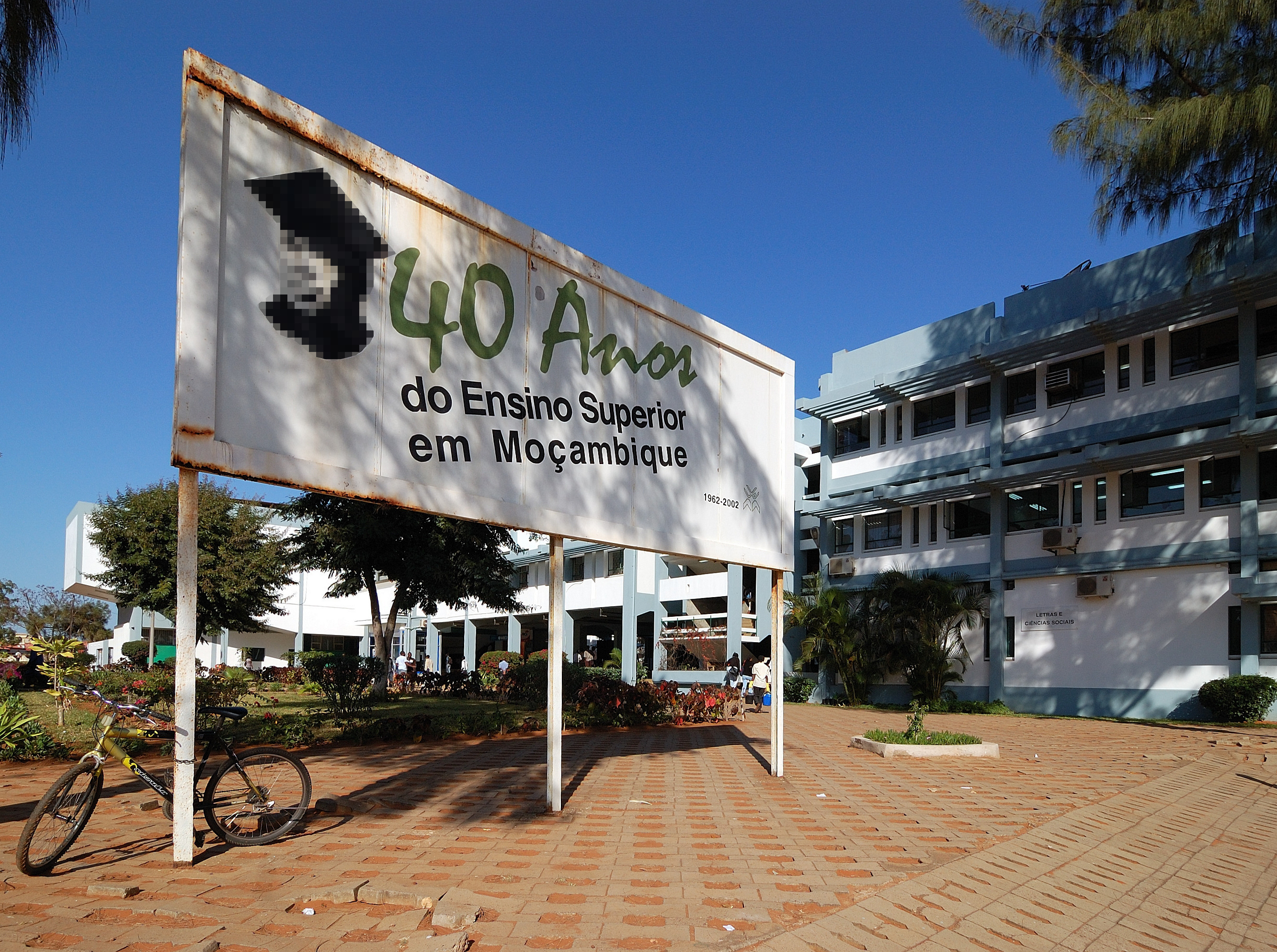
Universidade Eduardo Mondlane.

A ciudad es sede de la Universidad Eduardo Mondlane, fundada en 1962, siendo la primera universidad de Mozambique. La universidad también tiene sedes en otras ciudades del país.
Universidades e instituciones de educación superior - públicas.
- Universidad Eduardo Mondlane: Con el acrónimo UEM, es la universidad más grande de Mozambique, con alrededor de 8000 estudiantes. Fue fundada en 1962 con la designación de Estudos Gerais Universitários de Moçambique. En 1968 adquirió el estatus de universidad, pasando a denominarse Universidad de Lourenço Marques.
- Universidad Pedagógica: Con las siglas de UP, es una universidad estatal dedicada a la formación del profesorado. La UP tiene su sede y campus principal en Maputo y sedes en seis provincias.
- Academia de Ciencias Policiales (ACIPOL)
- Instituto Superior de Ciencias de la Salud (ISCISA)
- Instituto Superior de Relaciones Internacionales (ISRI)

Universidades e instituciones de educación superior - privadas
- Universidade Politécnica: Designada abreviadamente como A Politécnica, tiene su sede en Maputo, es propiedad de IPS – Instituto Politécnico Superior Limitado, constituido en 1994.[23]
- Universidad Técnica de Mozambique (UDM)
- Universidad de Santo Tomás de Mozambique (USTM)
- Instituto Superior Monitor (ISM)
- Instituto Superior de Ciencias y Tecnologías de Mozambique (ISCTEM)
- Instituto Superior de Transportes y Comunicaciones (ISUTC)
- Instituto Superior de Tecnologías y Gestión (ISTEG)

## Infraestructura

### Transporte
La ciudad alberga el segundo puerto de la costa oriental de África, en el que confluyen tres líneas ferroviarias (CFM-Sul) que conectan con los vecinos Suazilandia, Sudáfrica y Zimbabue. Este sistema ferro-portuario es administrado por la empresa pública Portos e Caminhos de Ferro de Moçambique (CFM), con sede en Maputo.
La red de carreteras permite conectar a Maputo con Suazilandia, Sudáfrica y el resto de Mozambique.
En términos de conexiones aéreas es servido por el aeropuerto internacional de Maputo, el más grande del país.

#### Transporte urbano
El sistema de transporte público en Maputo es bastante deficiente. La empresa pública TPM (Transportes Públicos de Maputo), es una empresa que explota el transporte urbano en la región metropolitana de Maputo, sin embargo, debido a la limitada flota de vehículos y el mal estado de los caminos de acceso, muchos barrios dejaron de ser atendidos. Para atender la demanda de transporte existen semicoletivos particulares (furgonetas, conocidas como chapa 100), estos vehículos, muchos de los cuales están en malas condiciones de conservación, no cumplen con el déficit en el transporte público, circulan sobrecargados, principalmente en las horas pico, no tienen horarios y muchas veces no cumplen con el itinerario previsto.
El término local para referirse al autobús urbano es machimbombo / maximbombo

### Salud
Maputo posee la siguiente infraestructura en el área de salud pública (datos de 2005):
- Hospitales Centrales y Provinciales: 1
- Hospitales Rurales y Generales: 4
- Centros de Salud: 16
- Puestos de Salud: 20
- Total: 41 unidades

Las camas disponibles en el sistema de salud de Maputo equivale a 19,9 para cada 10 000 habitantes, más del doble del promedio nacional de 9,7 (datos de 2005). En julio de 2012 el gobierno anunció la intención de transferir la red básica de salud (centros y puestos de salud) a la gestión municipal.
Fuera del sistema públuco, existe el Hospital privado de Maputo.

#### SIDA
A pesar de los esfuerzos del Ministerio de Salud de Mozambique, la situación del SIDA en el país es extremadamente seria, principalmente en el sur donde se localiza la ciudad de Maputo. Las evaluaciones (Rondas de Vigilancia Epidemiológica) se han hecho periódicamente con el fin de evaluar la prevalencia de VIH en la población adulta. La siguiente tabla muestra la evolución del VIH en mujeres embarazadas de 15 a 49 años:
| Maputo     | 17% (12%-20%) | 18% (13%-23%) | 21% (16%-26%) | 23% (18%-29%) |
| Mozambique | 14% (12%-14%) | 15% (13%-15%) | 16% (14%-16%) | 16% (14%-17%) |

## Deportes
Tanto la Federación Mozambiqueña de Fútbol, el órgano gubernamental responsable del fútbol en el país en todas sus categorías, como la Liga mozambiqueña de Fútbol, organizadora de las competiciones nacionales de fútbol profesional, se basan en Maputo. Los principales representantes de la ciudad en el campeonato de fútbol de primera división (Moçambola) son el Ferroviário de Maputo, Desportivo de Maputo, Costa do Sol y el Maxaquene, colocados 1.º, 2.º, 3.º y 5.º, respectivamente, en el campeonato de 2009.
El principal estadio del país es el estadio Zimpeto, un estadio multiusos construido en el barrio de Zimpeto, en las afueras de Maputo, entregado al Gobierno el 18 de febrero de 2011, e inaugurado el 23 de abril del mismo año. El estadio tiene una capacidad de 42 000 espectadores y fue el escenario principal de los Juegos Panafricanos de 2011 que se celebraron en la ciudad.
Antes de la construcción del estadio en Zimpeto, el estadio principal de la ciudad era el estadio Machava, con capacidad para 60 000 personas, sede del Ferroviário de Maputo, aunque no está localizado en el municipio de Maputo, sino en la vecina ciudad de Matola.

## Hermanamientos
- Lisboa, Portugal
- Shanghái, China (1999)[42]